# 環城東路駅
環状東路駅は、中華人民共和国上海市奉賢区に位置する上海軌道交通5号線の駅である。

## 駅構造
島式ホーム1面2線を持つ地下駅。
| 地面    | 出入口                       | 1〜4の入口と出口                                       |
| 地下1階 | 駅舎                         | チケットサービス、自動券売機、マニュアルサービスデスク |
| 地下2階 | ← 莘庄方面                   |                                                        |
| 地下2階 | 島式ホーム、左側のドアが開く |                                                        |
| 地下2階 | 奉賢新城方面 →               |                                                        |

## 歴史
- 2018年12月30日 - 開業。

## 隣の駅
上海軌道交通
■5号線本線
奉浦大道駅 - 環城東路駅 - 望園路駅